# Сайгон (фильм, 1948)
«Сайгон» (англ. Saigon) — фильм нуар режиссёра Лесли Фентона, который вышел на экраны в 1948 году.
Фильм рассказывает о герое Второй мировой войны, военном лётчике, майоре Ларри Бриггсе (Алан Лэдд), который узнаёт от врача, что его боевой товарищ капитан Майк Перри (Дуглас Дик) страдает от неизлечимой болезни мозга. Не говоря об этом Майку, Ларри решает сделать последние месяцы его жизни максимально счастливыми, и, чтобы заработать для этого денег, соглашается на предложение подозрительного бизнесмена по имени Алекс Марис (Моррис Карновски) перевезти его на самолёте из Шанхая в Сайгон. Бизнесмен однако нарывается на полицейскую засаду, и Ларри взлетает без него, но с его секретаршей Сьюзен (Вероника Лейк), которая, как выясняется позднее везёт чемодан с 500 тысяч долларов Мариса. После аварии самолёта Майк, Ларри и Пит (Уолли Касселл), третий член экипажа, вместе с Сьюзен продолжают путь до Сайгона на крестьянской повозке, а затем на речном кораблике. За это время Майк влюбляется в Сьюзен, и она под давлением Ларри вынуждена подыгрывать Майку. В Сайгоне неожиданно появляется Марис, рассчитывающий получить свои деньги, и в последующих столкновениях Майк и Пит погибают, также, как и Марис со своим подручным. Деньги в итоге достаются полиции, а Сьюзен и Ларри в финале картины понимают, что любят друг друга, и после похорон Майка уходят вместе к новой жизни.
Критика невысоко оценила фильм по причине шаблонного сюжета и невыразительной актёрской игры, однако отметив, что благодаря звёздному актёрскому дуэту Лэдда и Лейк, а также сценам экшна фильм имеет определённый коммерческий потенциал.
Это четвёртый и последний совместный фильм Лэдда и Лейк, которые ранее вместе сыграли в фильмах нуар «Оружие для найма» (1942), «Стеклянный ключ» (1942) и «Синий георгин» (1946). Все три фильма, в отличие от «Сайгона», имели большой коммерческий успех. После этого фильма Лэдд остался одной из главных звёзд студии Paramount Pictures, в то время, как карьера Лейк пошла на спад, и в конце 1948 года студия решила не продлевать с ней контракт.

## Сюжет
Вскоре после окончания Второй мировой войны в американском военном госпитале в Шанхае лечащий врач рассказывает военному лётчику, майору Ларри Бриггсу (Алан Лэдд), что его боевому товарищу и другу капитану Майку Перри (Дуглас Дик) осталось жить не более двух месяцев из-за неизлечимой болезни мозга. Так как врачи бессильны что-либо сделать, сегодня вечером Майка, с которым Ларри прослужил четыре последних года, выпишут из госпиталя. Ларри просит врача не говорить Майку о его болезни, заявляя, что сам разберётся с этим. Выйдя из госпиталя, Ларри встречается с другим членом их экипажа, техником, сержантом Питом Рокко (Уолли Касселл), рассказывая ему о Майке. В ближайшем баре они решают ничего не рассказывать Майку, а сделать так, чтобы последние два месяца жизни тот прожил максимально счастливо. Для этого, однако, нужны деньги, и Ларри решает принять предложение сомнительного дельца Алекса Мариса (Моррис Карновски) за 10 тысяч долларов перевезти его на самолёте в Сайгон. Марис требует, чтобы вылет состоялся ровно в 6 часов вечера, и отправляет Ларри подготовить самолёт, который, как выясняется, не имеет опознавательных знаков и спрятан среди деревьев за городом. Тем не менее, Ларри, Майк и Пит приводят машину в порядок и запускают двигатели. К шести часам к ним подъезжает автомобиль, из которого однако выходит не Марис, а его привлекательная секретарша Сьюзен Кливер (Вероника Лейк). Примерно через полчаса Марис на своей машине пытается прорваться к самолёту, натыкаясь на полицейских, которые перекрывают дорогу и открывают по нему огонь. Опасаясь, что полиция откроет огонь и по ним, Ларри принимает решение взлетать без Мариса, который опоздал к назначенному времени. Во время полёта Ларри держится отстранённо, в то время, как Майк не отходит от Сьюзен, всё более проникаясь к ней чувствами. Когда в какой-то момент он берёт её чемодан, чтобы помочь перенести его, Сьюзен его отталкивает, в результате чего Майк падает и довольно неожиданно для себя теряет сознание. Когда самолёт уже проделал большую часть пути, у него один за другим отказывают оба двигателя. Ларри приказывает выбросить за борт весь балласт, после чего совершает посадку на бреющем полёте на одно из рисовых полей. При посадке никто не пострадал, и, выбравшись из самолёта, четвёрка добирается до ближайшего посёлка, где Ларри заставляет Сьюзен выплатить ему 10 тысяч долларов, заявляя, что выполнил свои обязательства перед Марисом, обеспечив своевременный вылет самолёта. Затем на повозке, запряжённой волами, все четверо добираются до города, где селятся в местной гостинице. Там их встречает лейтенант местной полиции Кеон (Лютер Адлер), наполовину европеец и наполовину азиат, который подозревает, что они могут быть контрабандистами. Ларри заходит в номер к Сьюзен, выясняя, что в чемодане она перевозит 500 тысяч долларов, принадлежащих Марису. Чтобы избежать проблем с законом, Ларри просит её немедленно уйти, угрожая в противном случае донести на неё властям. После исчезновения Сьюзен, Майк, который влюбился в неё, приходит в полное отчаяние, и Ларри и Питу не остаётся ничего иного, как пуститься на розыски девушки по всему городку. Они находят Сьюзен на захудалом речном кораблике, который этим вечером отплывает в Сайгон, после чего решают присоединиться к ней в этом путешествии. Ларри теперь требует от Сьюзен, чтобы она проявила максимальное внимание к Майку, и она вынуждена подчиниться. На борту к их удивлению оказывается и Кеон, который продолжает наблюдать за поведением американцев. Когда мотор корабля не заводится, Майк, который был опытным механиком, спускается в трюм для его починки, и все кроме Ларри идут вместе с ним. Ларри просит Пита задержать Кеона в машинном отделении как можно дольше, а сам тем временем пробирается в комнату Сьюзен, находит деньги, а затем отправляется в почтовую службу на борту корабля, отправляя упакованные в пакет деньги на своё имя в почтовое отделение в Сайгоне. Успев незамеченным вернуться в свою каюту, Ларри видит, как Кеон обыскивает его вещи и вещи его товарищей. Тем временем, двигатель запускается, однако Майк снова теряет сознание, и капитан корабля, который одновременно является доктором, осмотрев Майка, понимает, что дела того плохи. Сьюзен возвращается в свою каюту, обнаруживая, что деньги исчезли. Она обвиняет Ларри в обмане и краже, однако он утверждает, что спас её, так как деньги мог найти Кеон, который обыскивал их каюты. Сьюзен, которая до того вела себя по отношению к Ларри весьма настороженно, заметно добреет. По прибытии в Сайгон, когда они селятся в хорошую гостиницу и переодеваются в шикарные вечерние наряды, Ларри выходит на балкон, где встречает Сьюзен. Они сближаются, и между ними проскакивает любовная искра, однако Ларри, верный другу, уходит. Вскоре во время танцевального вечера в ресторане Сьюзен выводит Ларри в сад, где они целуются. Позднее тем же вечером, вернувшись с одинокой прогулки, Ларри видит, как в опустевшем ресторане Майк объясняется Сьюзен в любви и делает ей предложение, однако она отвечает, что не хотела бы торопить события. Она рассказывает об этом разговоре Ларри, который борясь с собственными чувствами, отвечает, что будет рад их браку. Расстроенная Сьюзен возвращается в свой номер, где видит Мариса, который требует немедленно вернуть ему деньги, по её реакции понимая, что деньги у Ларри. В этот момент Ларри, который слышит этот разговор, подходит к номеру со стороны балкона, и Марис приглашает его зайти. Когда Ларри говорит, что спрятал деньги в надёжном месте, появляется Саймон (Луис Ван Рутен), подручный Мариса, с пистолетом в руке. Сьюзен обещает Марису вскоре вернуть ему деньги, однако Марис желает получить деньги немедленно. Узнав, что Майк вскоре умрёт, Марис угрожает немедленно рассказать ему об этом, если Ларри не отдаст деньги. Ларри сообщает, что направил их на своё имя по почте, и их можно будет получить в почтовом отделении завтра утром. Марис и Саймон отпускают Сьюзен, удерживая Ларри в его номере под своим контролем до утра. Неожиданно в номер стучит Пит, и Марис приказывает Саймону открыть дверь. Когда дверь открывается, Пит, увидев оружие, вступает с Саймоном в борьбу, в результате которой оба падают с балкона вниз. Пит в итоге одерживает верх и убивает Саймона, однако его самого отвозят на скорой помощи в больницу, где он вскоре умирает. Тем временем Сьюзен через Кеона договаривается, чтобы почта выдала ей деньги до официального открытия. Пока Кеон допрашивает об инциденте Мариса и Ларри, Сьюзен подаёт лейтенанту сигнал, что деньги у неё. Когда Марис поднимается в свой номер, Кеон рассказывает, что провёл расследование в отношении Мариса, который оказался военным преступником, укравшим полмиллиона долларов. На балконе Сьюзен на глазах у Кеона передаёт упаковку Марису, который стреляет в Кеона, а затем собирается застрелить и Сьюзен. В этот момент из своего номера выскакивает Майк, который ценой собственной жизни останавливает Мариса. Ларри и Кеон быстро поднимаются наверх, и Ларри вступает в борьбу с Марисом. Марис стреляет, однако Ларри держит его руки, и после очередного выстрела Марис падает замертво. После похорон Майка и Пита, Сьюзен и Ларри, берутся за руки и уходят с кладбища, собираясь вместе начать новую жизнь.

## В ролях
- Алан Лэдд — майор Ларри Бриггс
- Вероника Лейк — Сьюзен Кливер
- Дуглас Дик — капитан Майк Перри
- Уолли Касселл — сержант Пит Рокко
- Лютер Адлер — лейтенант Кеон
- Моррис Карновски — Алекс Марис
- Луис Ван Рутен — Саймон
- Михаил Разумный — гостиничный клерк
- Юджин Борден — капитан речного корабля
- Грифф Барнетт — хирург

## Создатели фильма и исполнители главных ролей
Лесли Фентон начал кинематографическую карьеру в 1923 году как актёр, а с 1938 года стал работать как режиссёр, поставив вплоть до 1951 года четырнадцать полнометражных фильмов, наиболее заметными среди которых стали детективы «Не рассказывай сказки» (1939) и «Отпуск Святого» (1941), военная мелодрама «Завтра — весь мир!» (1944), а также вестерны «Шепчущий Смит» (1948) с Лэддом, «Улицы Ларедо» (1949) и «Рыжая и ковбой» (1951).
За свою актёрскую карьеру, охватившую период с 1932 по 1964 год, Алан Лэдд сыграл в 90 фильмах, среди них фильм нуар «Свидание с опасностью» (1950), вестерн «Шейн» (1953), приключенческая мелодрама «Мальчик на дельфине» (1957), вестерны «Гордый бунтарь» (1958) и «Высшая справедливость» (1958), а также бизнес-драма «Воротилы» (1964). Однако, вероятно, наибольший успех в карьере Лэдда выпал на три фильма нуар, в которых его партнёршей была Вероника Лейк, это фильмы «Оружие для найма» (1942), «Стеклянный ключ» (1942) и «Синий георгин» (1946). Как отмечает киновед Карл Уильямс, после «Сайгона», который был их четвёртой совместной работой, эта, «одна из великих романтических пар в кино», перестала существовать.
Вероника Лейк впервые обратила на себя внимание ролями в сатирической комедии «Странствия Салливана» (1941) и фэнтези-комедии «Я женился на ведьме» (1942), после чего её лучшими работами стали три упомянутых выше фильма с участием Лэдда. Однако вскоре после фильма «Сайгон» студия Paramount Pictures не стала продлевать с ней контракт, и в итоге до завершения карьеры в 1970 году у неё практически не было достойных внимания ролей.

## История создания фильма
Оригинальная история Джулиана Зимета, по которой поставлен фильм, носила название «Отдых на высоте» (англ. High Holiday).
Съёмки фильма проходили с ноября 1946 по январь 1947 года в павильонах студии Paramount. Фильм вышел в прокат 12 марта 1948 года.

## Оценка фильма критикой
После выхода картины на экраны рецензент журнала Variety выразил мнение, что как «поклонникам Алана Лэдда, так и другим любителям приключений фильм понравится». Как далее отмечает автор статьи, «это чисто коммерческое кино с хорошими актёрскими работами и большим количеством экшна». По мнению рецензента, «продюсер П. Джей Вольфсон в соавторстве со сценаристом Артуром Шикманом уделил пристальное внимание небольшим деталям, которые вызовут интерес публики. Персонажи хорошо прописаны, и актёры знают, как их играть под умелым руководством Лесли Фентона», который «поддерживает экшн и неослабевающий интерес». В фильме «очень много опасных и таинственных персонажей, автокатастрофа, поездка на лодке по джунглям и богато поданный Сайгон, чтобы заострить экшн и интригу перед финалом». Кроме того, «сюжетному развитию помогает музыка, а операторская работа точно отражает происходящее». Что касается актёрских работ, то «Лэдд в роли бывшего армейского лётчика чувствует себя в своей тарелке, как и Уолли Касселл в роли бесшабашного сержанта, с которым связано немало смешных моментов. Лейк удачно вписывается в роль светловолосой сирены»
С другой стороны Босли Краузер в «Нью-Йорк таймс» написал, что «лучшее, что можно сказать об этом фильме, в котором Алан Лэдд снова показывает, что он может победить кого угодно — это то, что он, кажется, понятен даже самым тупым зрителям», поскольку представляет собой «прекрасный образец супер-глупого вздора, который вызывает скорее смех, чем восхищение». Как полагает критик, «конечно, это довольно жалкий фильм», в котором Лэдд ограничен созданием своего очередного образа всепобеждающего героя. Однако старые приёмы Лэдда, которые раньше вызывали у подростковой публики «восторженные визги», в частности, такие фразы, как «бурбон, чистый, оставь бутылку», теперь вызывают только смех. Как полагает Краузер, «похоже, образ Лэдда в глазах молодёжи дал трещину».
Кинокритик Филлип К. Шойер из «Лос-Анджелес таймс», отметил, что у фильма «много атмосферы, но мало логики», а современный историк кино Стивен Вэгг назвал картину «наименее сильной» среди всех совместных работ Лейк и Лэдда, написав, что «начинается она отлично, но ко второй половине заметно ослабевает». Сюжет, по мнению критика, как будто бы «состряпан из кусочков предыдущих хитов Paramount, особенно, тех, где играл Лэдд».